# Форкија (Казерта)
Форкија је насеље у Италији у округу Казерта, региону Кампанија.
Према процени из 2011. у насељу је живело 93 становника. Насеље се налази на надморској висини од 157 м.